# Vår Frälsares församling
Vår Frälsares församling (Vor Frelsers sogn) er et romerskkatolskt sogn i Malmø, Skåne, i det sydligste Sverige. Sognet blev grundlagt i 1870, og den første sognepræst var Bernhard zu Stolberg. Fra 1872 til 1960 lå sognekirken af samme navn dér, hvor Raoul Wallenbergs park ligger i dag. Sognekirken blev med tiden for lille, og en ny opførtes efter et projekt af arkitekten Hans Westman i Malmø-bydelen Hästhagen. Den nye kirke indviedes den 9. april 1960 af sognepræst Bernhard Koch.